# Mistral AI

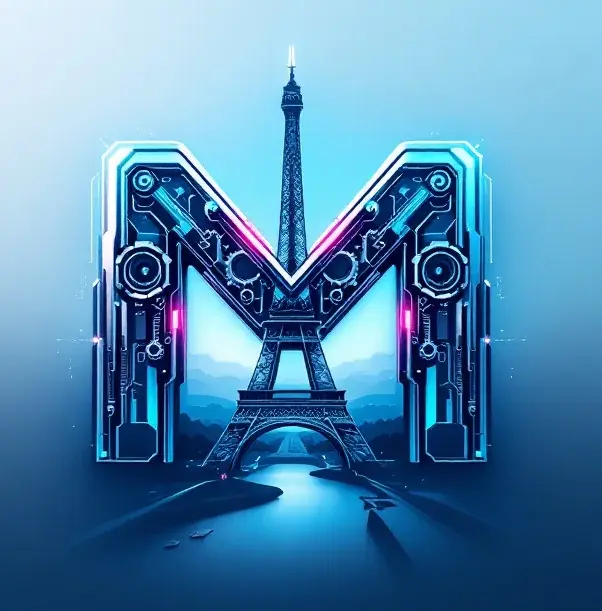
Exempel på bild som genererats av Le Chat på prompten "Generate an image you feel represents yourself, Mistral AI"

Mistral AI är ett franskt AI-företag. Det grundade 2023 av tidigare utvecklare på Google Deepmind och Meta Platforms. Företaget har profilerat sig som alternativ till proprietära AI-system.
Mistral AI har lanserat flera öppen källkod-modeller samt textroboten  Le Chat.
Mistral AI grundades i april 2023 av de franska tidigare studiekamraterna på École polytechnique Arthur Mensch, Guillaume Lample och Timothée Lacroix som ett företag inriktat på storskaliga AI-modeller.
I september 2023 tillgängliggjorde företaget sin stora språkbehandlingsmodell “Mistral 7B” under fri Apache 2.0-licens. I december 2023 kom den kraftfullare "Mixtral 8x7B", som omfattade fem språk: franska, spanska, italienska, engelska och tyska.
I februari 2024 ingicks ett samarbete med Microsoft, innebärande att Mistrals språkmodeller gjordes tillgängliga i Microsofts Azure molntjänst, samtidigt som textroboten Le Chat lanserades som konkurrent till ChatGPT.